# Саварка (заказник)

Са́варка — орнітологічний заказник місцевого значення в Україні. Розташований на території Рокитнянського району Київської області, Ольшаницька сільська рада, між селами Саварка та Ольшаниця. 
Площа 89 га. Статус присвоєно згідно з рішенням Київського облвиконкому № 5 від 12 січня 1987 року. Перебуває у віданні ДП «Богуславське лісове господарство» (Ольшанське лісництво, кв. 10, 13). 
Орнітологічний заказник є унікальним поселенням чаплі сірої в густому заболоченому вільшаннику на березі річки Рось. Нараховується понад 100 пар чаплі сірої.